# Високий блондин у чорному черевику
«Високий блондин у чорному черевику» (фр. Le Grand Blond avec une chaussure noire) — французька кінокомедія 1972 року за участю П'єра Рішара. Режисер — Ів Робер. Премія «Срібний ведмідь» Берлінського кінофестивалю (1973).
1974 р. вийшло продовження фільму — «Повернення високого блондина».
1985 р. вийшов американський рімейк фільму за назвою «Чоловік у червоному черевику» (англ. The Man With One Red Shoe) з Томом Генксом у головній ролі.

## Сюжет
У надрах французької розвідки зріє змова — Бернар Мілан організує провокацію проти свого шефа, полковника Тулуза, на нью-йоркській митниці, щоб добитися його відставки й зайняти його місце.
Крім того, незабаром полковник Тулуз виявляє в своїй квартирі пристрої для підслуховування. Однак він не має доказів, щоб офіційно обвинуватити Мілана, і тому вирішує вести гру. Він запрошує до себе свого помічника Пераша, якому навмисно голосно, щоб почули ті, що підслуховують, доручає зустріти завтра вранці в аеропорті «Орлі» секретного суперагента, який допоможе їм «швидко прояснити цю брудну історію».
Однак насправді ніякого агента не існує — це, за словами Тулуза, «пастка для дурня». Перашу доручено лише вибрати будь-яку людину з юрби, а люди Мілана, які стежитимуть за Перашем, приймуть її за суперагента. Ідея Тулуза в тім, що кожна людина може здатися дивною і підозрілою, якщо за нею пильно спостерігати.
В аеропорті скромний та неспритний скрипаль Франсуа Перен, котрий повертався з концерту в Мюнхені, звертає увагу Пераша різним кольором своїх черевиків — чорним та бежевим. Пераш наблизився до Перена, привітав його і негайно пояснив йому, що він начебто помилився. Однак люди Мілана, спостерігаючи за ними здалеку, розцінюють це як передачу інструкцій «суперагентові», і починають пильно стежити за Переном. Вони обладнують його квартиру мікрофонами для підслуховування, вичікуючи, коли він вийде на зв'язок з Тулузом. Але усі їхні зусилля виявилися даремними. Тоді за допомогою їхньої співробітниці, вродливої блондинки Кристин, вони заманюють його в будинок, де спостерігають за ними через відеокамери. Кристин теж не вдається нічого від нього довідатися; більш того, вона ще й закохується у нього. Перен, сам того не підозрюючи, спритно обходить всі небезпечні пастки розставлені для нього Міланом, не без допомоги агентів Тулуза, приставлених таємно оберігати його. Усе закінчується перестрілкою у квартирі Перена, у результаті якої гинуть не тільки люди Тулуза й Мілана, але й сам Мілан. Друг Перена, Моріс, який випадково стає свідком убивств, переживає серйозний психічний розлад, а сам Перен їде у Ріо-де-Жанейро, відвозячи з собою Кристин як справедливу нагороду за ці небезпечні пригоди.

## У ролях
- П'єр Рішар — Франсуа Перен, скрипаль
- Жан Рошфор — полковник Луї Тулуз, шеф розвідки
- Мірей Дарк — Кристин
- Бернар Бліє — полковник Бернар Мілан
- Жан Карме — Морис Лефевр, барабанщик
- Поль ле Персон — Перраш
- Колет Кастель — Полетт, дружина Моріса
- Робер Дальбан — агент Мілана у фургоні
- Ів Робер — диригент
- Жан Содре — Пусе, агент Перраша
- Моріс Бор'є — Шаперон, агент Перраша
- Таня Балашова — мати Луї Тулуза
- Жан Буїз — міністр